# Collège de France

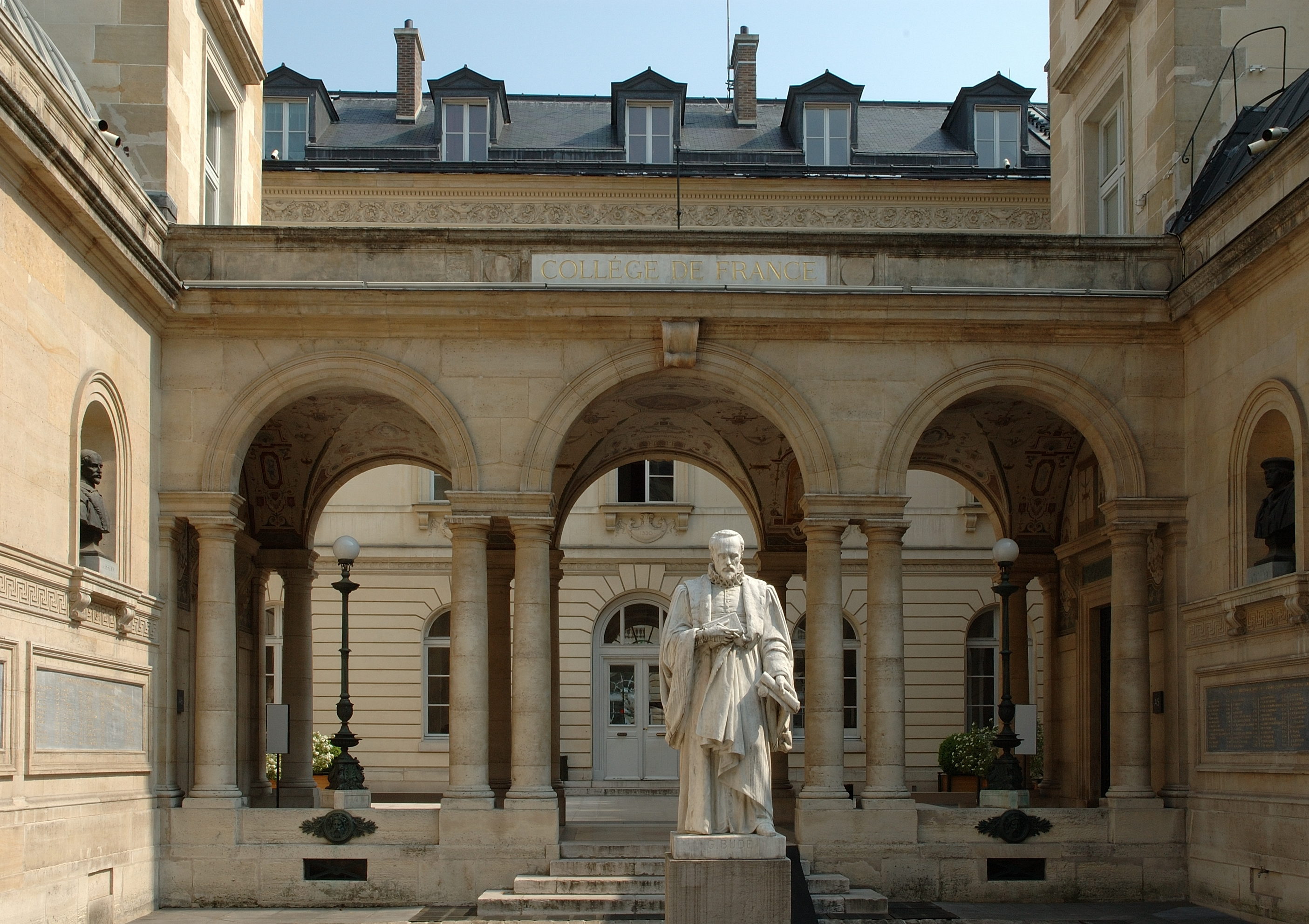
Collège de France innergården.

Collège de France är en högre forskningsinstitution (grand établissement) belägen i Paris.

## Bakgrund och beskrivning
Collège de France grundades 1530 på begäran av Frans I av Frankrike. Inspirerad av humanismen skulle den vara ett alternativ till Sorbonne, och fokusera på sådana discipliner som hebreiska, grekiska och matematik. Ursprungligen kallades den Collège Royal, och senare Collège des Trois Langues (latin: Collegium Trilingue), Collège National, Collège Impérial, och fick namnet Collège de France 1870. Den ligger i Paris femte arrondissement. 

Vad som är unikt för Collège de France är att det är öppet för alla och att undervisningen är avgiftsfri. Dess målsättning är att undervisa vetenskap i verkligheten, varför forskarna är bland dagens mest inflytelserika, vilket ämne de än är ledande inom. Skolans motto Docet Omnia, står att läsa på golvet i entrén, och på en vägg i förgyllda bokstäver står ingraverat ett citat från Maurice Merleau-Pontys installationstal 1953:
| "Ce que le Collège de France, depuis sa fondation, est chargé de donner à ses auditeurs, ce ne sont pas des vérités acquises, c’est l’idée d’une recherche libre..." |
| – Merleau-Ponty, Eloge de la philosophie. Leçon inaugurale faite au Collège de France                                                                                |

Vid Collège de France utdelas inga examina, men universitetet hyser forskningslaboratorier och ett av Europas främsta forskningsbibliotek vars sektioner för såväl samhällsvetenskap och humaniora som naturvetenskap innehåller sällsynta böcker.

## Fakultet
I september 2019 tillträdde Thomas Römer posten som universitetets prefekt efter Alain Prochiantz.
Tidigare professorer har varit bland andra:
| - Raymond Aron - Jean François Boissonade de Fontarabie - Étienne Baluze - Émile Benveniste - Henri Bergson - Claude Bernard - Marcelin Berthelot - Yves Bonnefoy - Pierre Boulez - Pierre Bourdieu - Fernando Henrique Cardoso - Jean-François Champollion - Georges Cuvier - Marie Henri d'Arbois de Jubainville - Jean Darcet - Arsène d'Arsonval | - Pierre-Gilles de Gennes - Émile Deschanel - Lucien Febvre - Oronce Fine - Michel Foucault - Ferdinand André Fouqué - Étienne Fourmont - Jean-Baptiste Gail - Eugène Auguste Ernest Havet - Frédéric Joliot - Stanislas Julien - Sylvestre François Lacroix - René Laënnec - Paul Langevin - René Leriche - Emmanuel Le Roy Ladurie | - Claude Lévi-Strauss - Henri Maspéro - Jules Michelet - Jean-Baptiste Morin - Alexis Paulin Paris - Paul Pelliot - François Pétis de la Croix - Guillaume Postel - Edgar Quinet - Henri Victor Regnault - Jean-Pierre Abel-Rémusat - Jean-Pierre Serre - Paul Valéry - Jean-Pierre Vernant - Louis Massignon |